# Національний парк гірської зебри
Національний парк гірської зебри  — національний парк у Східно-Капській провінції Південної Африки; заснований у липні 1937 року з метою створення природного заповідника для зникаючої капської гірської зебри. Парк займає 284 км² природного середовища гірської зебри-Камдебу.
На початку 1930-х років капська гірська зебра опинилася під загрозою зникнення. Рада опікунів національних парків оголосила 17,12 км² території для збереження зебри в 1938 році після покупки ферми Babylons Toren. Популяція гірських зебр парку складалася лише з п’яти жеребців і однієї кобили, і їх було недостатньо для збільшення популяції. До 1950 року залишилося лише два жеребці, і сусідній фермер, Х.Л.Ломбард, покращив племінне стадо, подарувавши парку одинадцять зебр (п’ять жеребців і шість кобил).
До 1964 року в парку проживало лише 25 зебр. У цей час розміри парку були збільшені до 65,36 км² і Пол Мішо подарували парку ще шість зебр. Відтоді кількість зебр постійно зростала. У 1975 році зебри були знову інтродуковані в Західний Кейп у природний заповідник Де Хооп.
З 1978 року відлов і переселення гірської зебри в нове середовище існування є частиною звичайного управління парком. Станом на 2015 рік, стадо парку налічувало понад 700 тварин, і в середньому близько 20 тварин щороку переміщуються на інші охоронювані території. За багато років було придбано додаткові ферми, щоб збільшити розмір парку до нинішніх 284 км².

## Тваринний світ
Інші ссавці, які зустрічаються в межах парку, включають каракала, капського буйвола, чорного носорога, канну, чорного гну, червоного бубала, гемсбока та сірого козулина. У 2007 році південно-східно африканські гепарди були знову інтродуковані в цей район. У 2013 році випустили трьох левів. Захищена від хижаків огорожа запобігає проникненню великих хижаків на сусідні сільськогосподарські угіддя. Кемпінги в парку також огороджені.

### Галерея

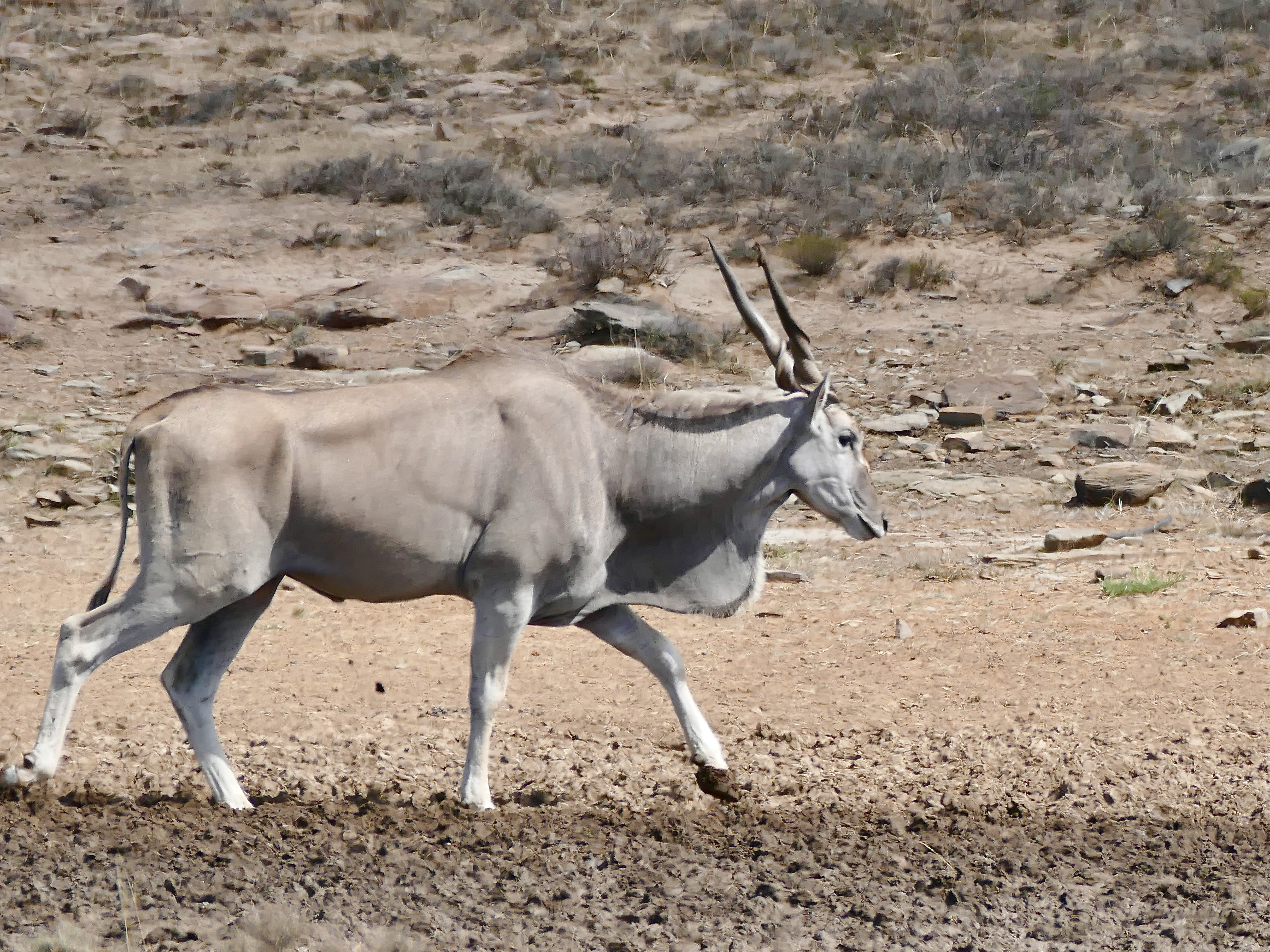
Канна
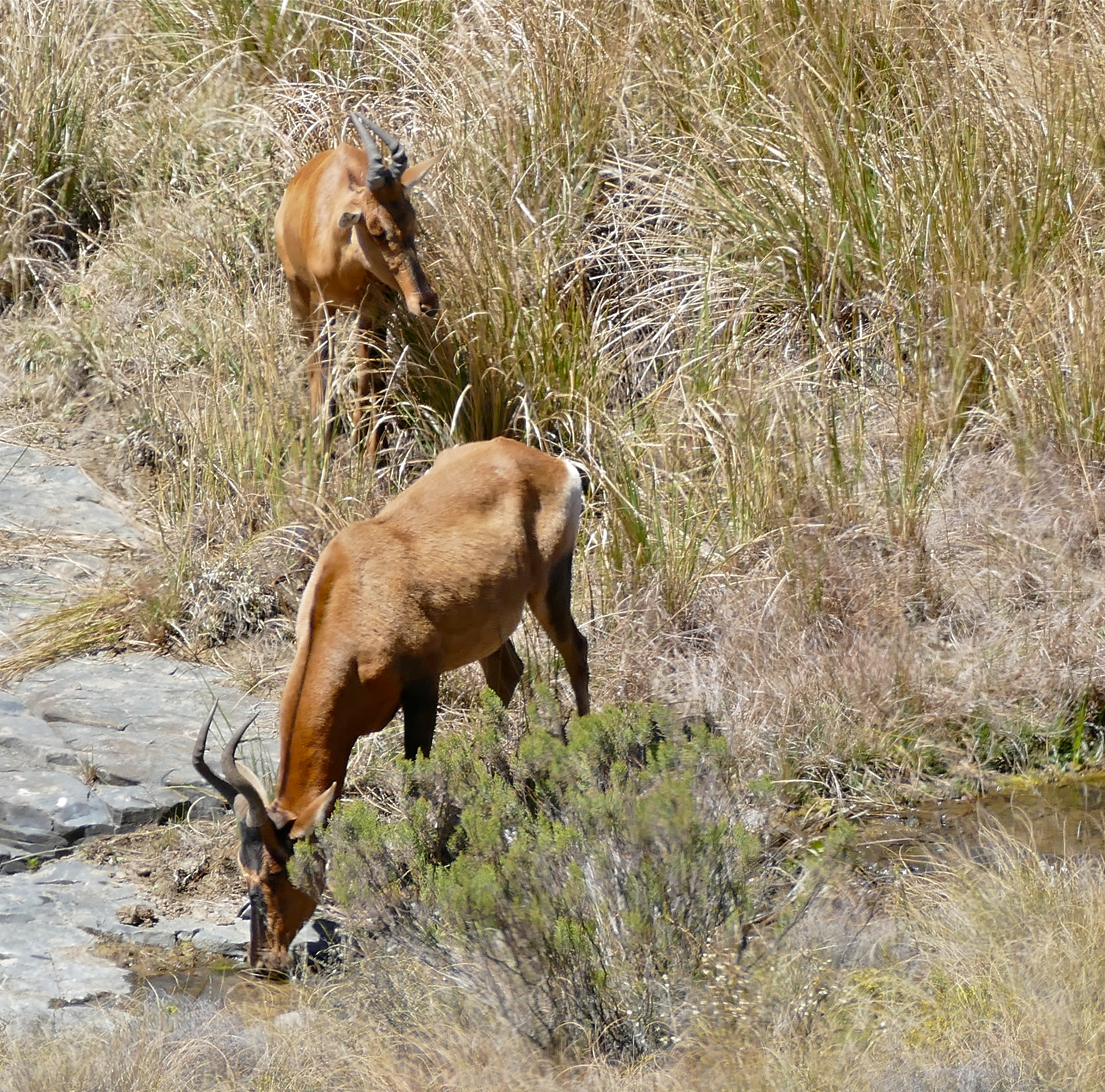
Червоний бубал
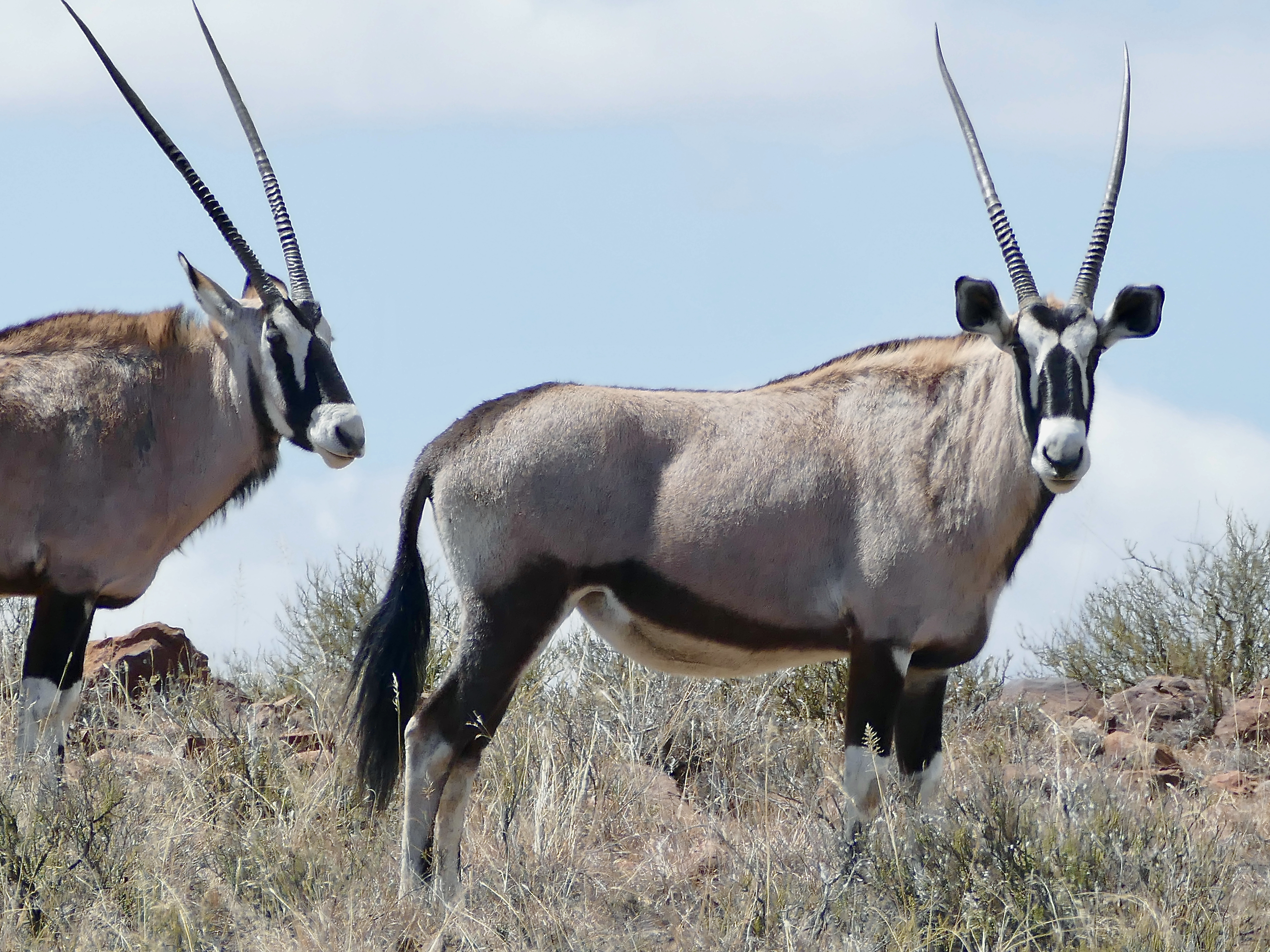
Гемсбок
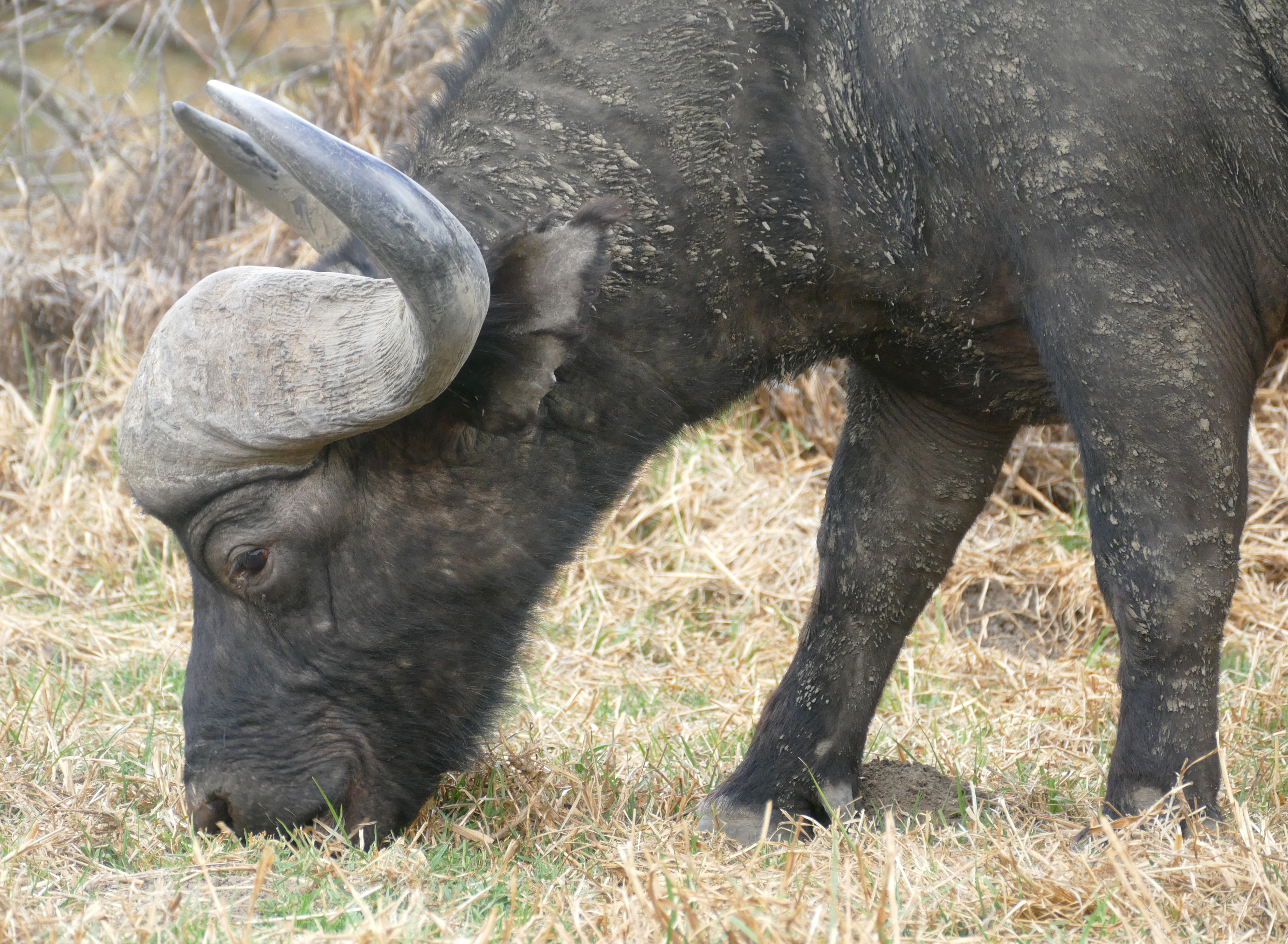
Капський буйвіл
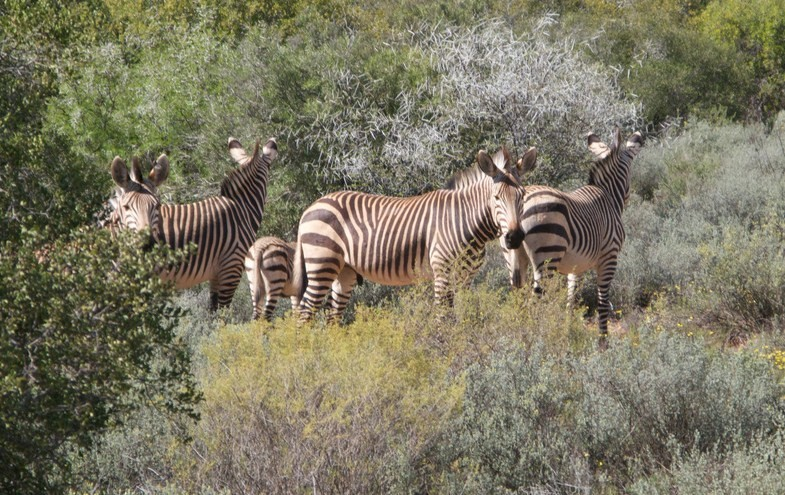
Стадо гірської зебри
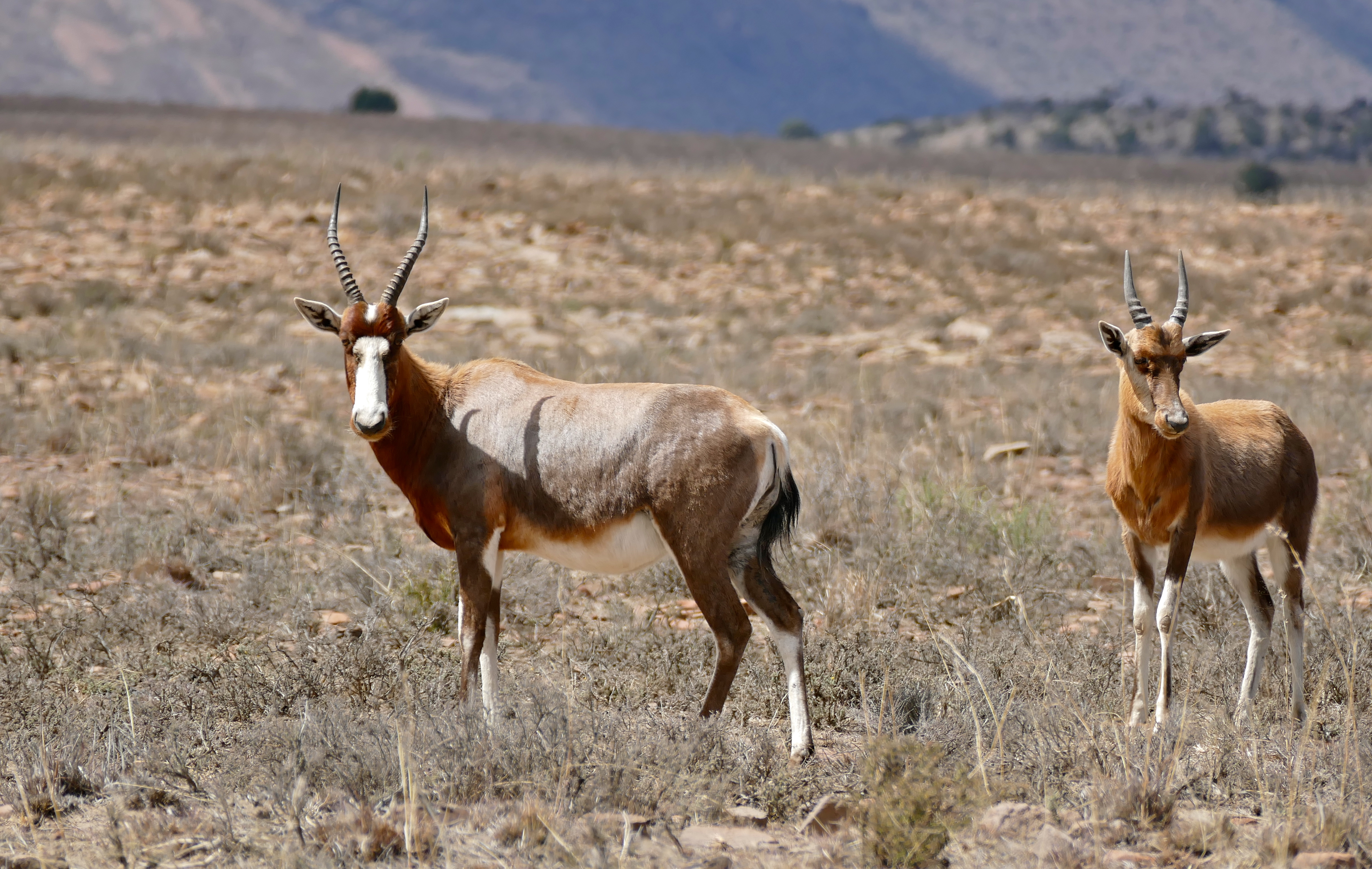
Блесбокс
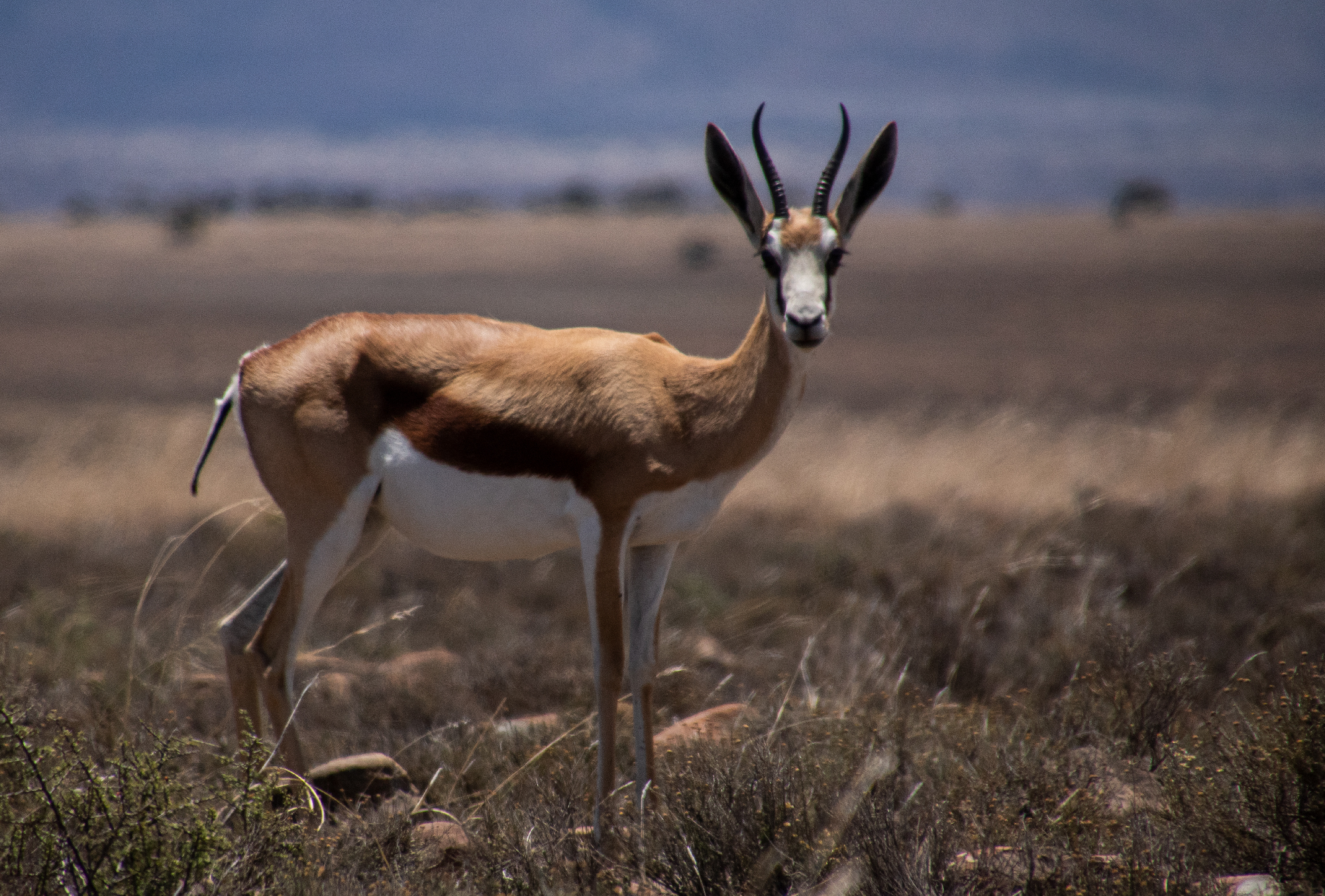
Спрингбок
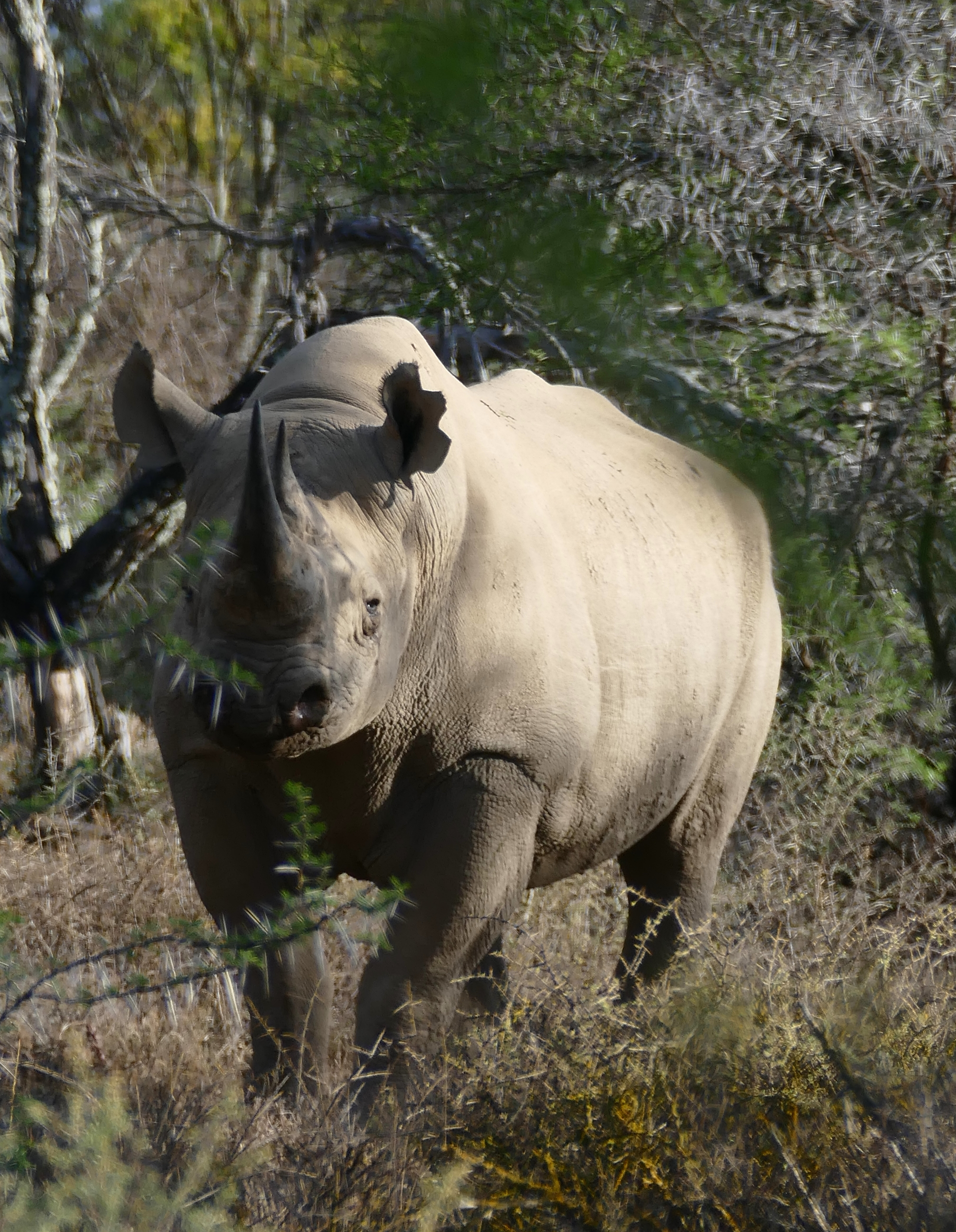
Чорний носоріг
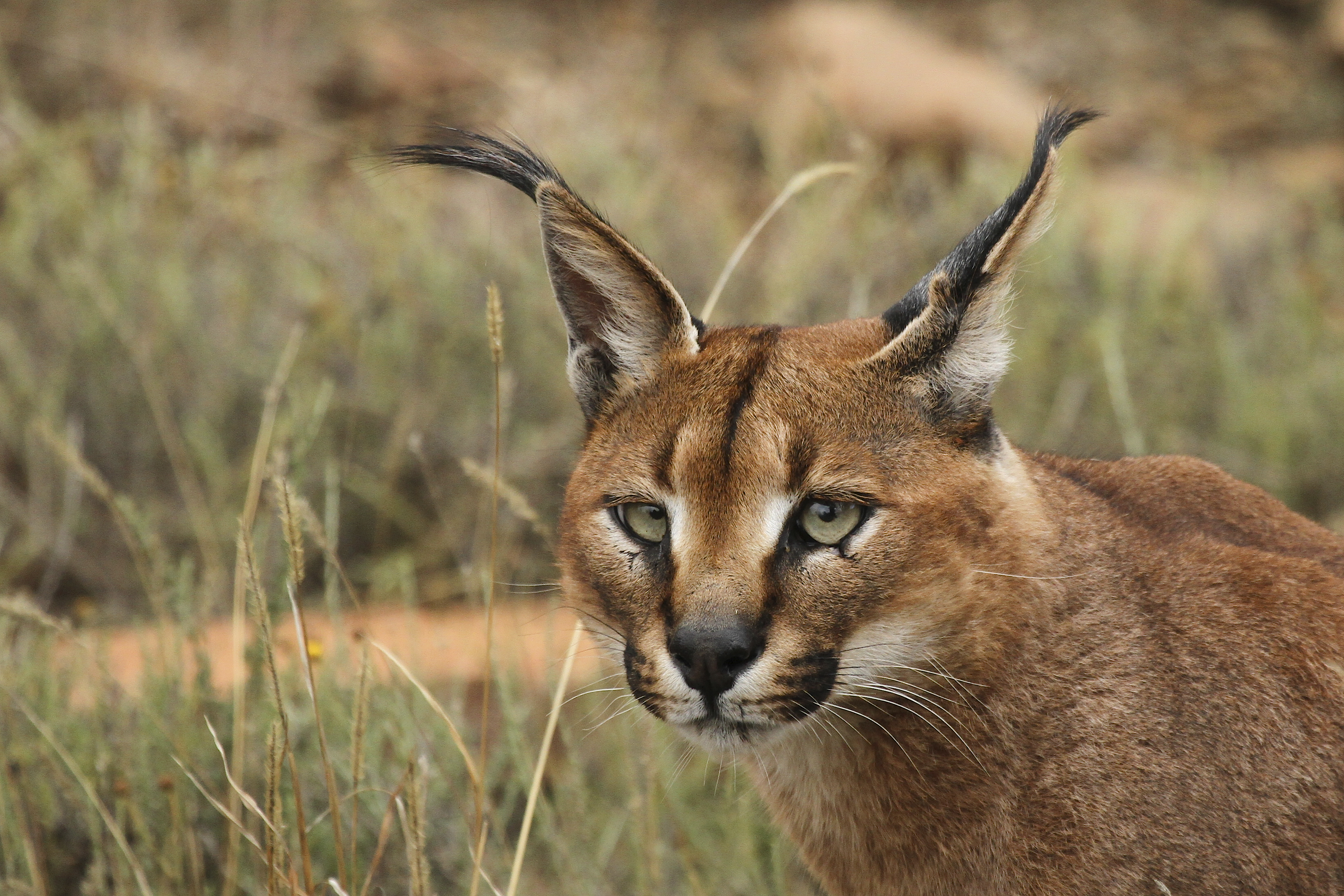
Каракал
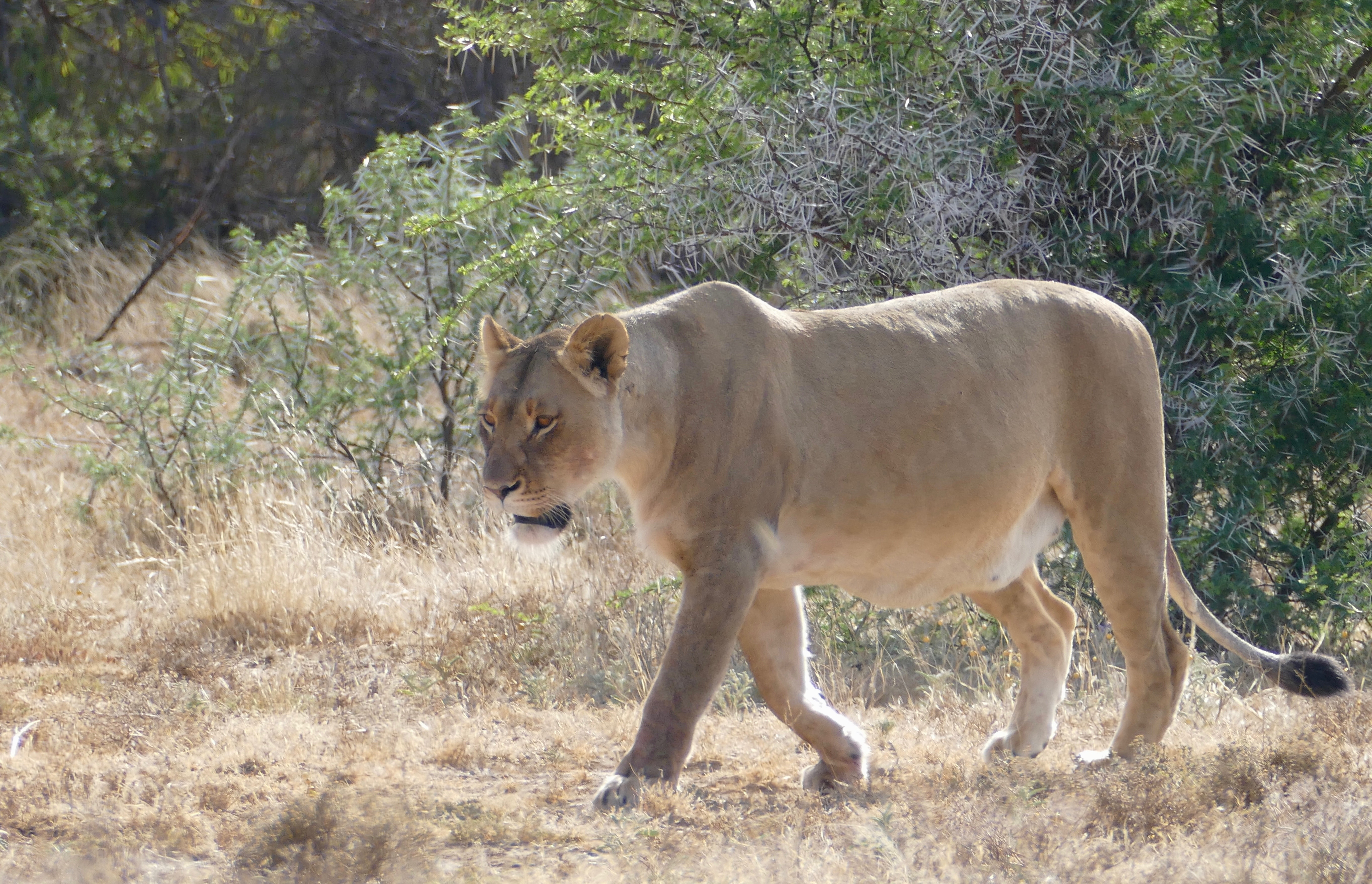
Лев
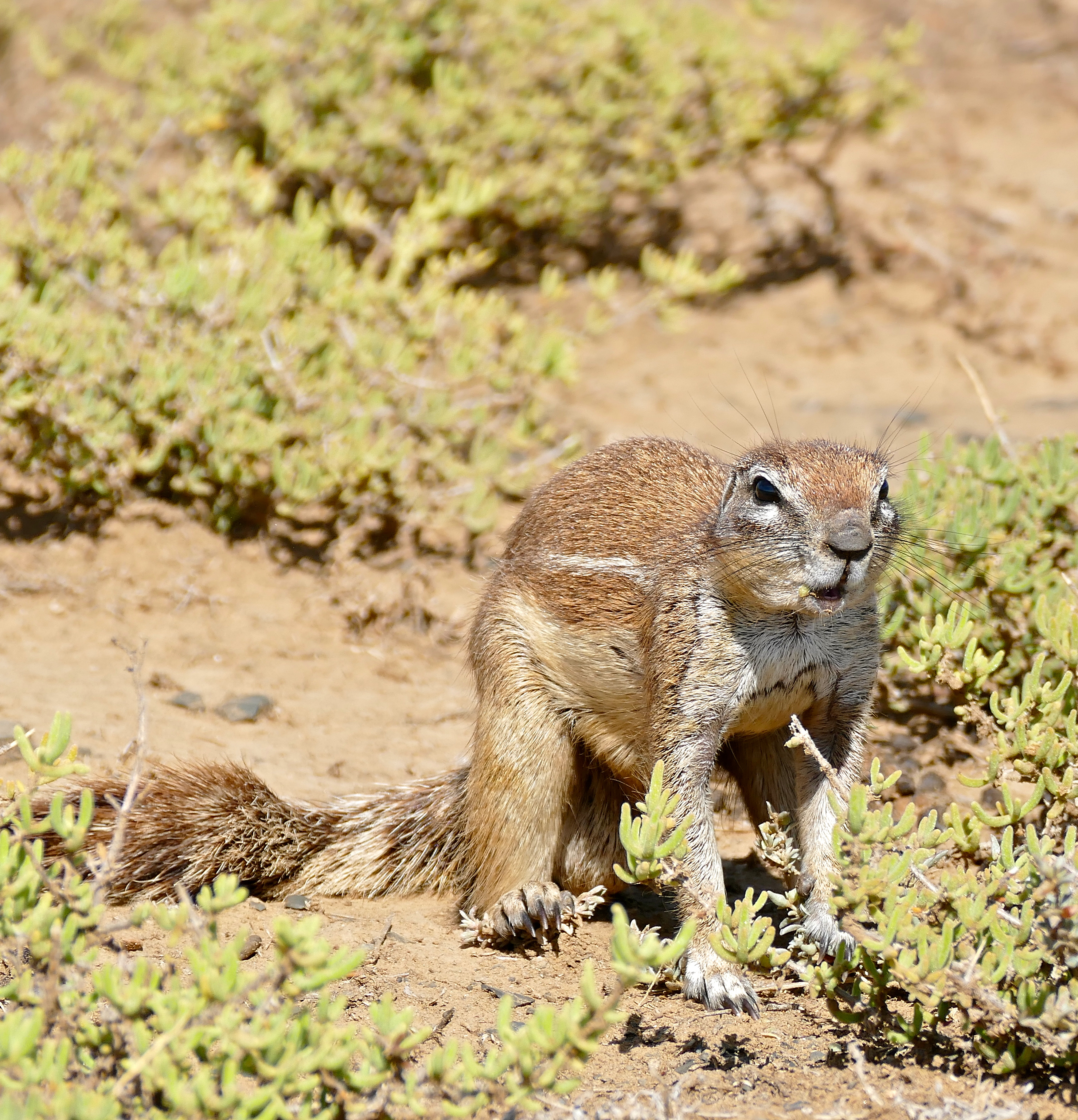
Ховрах
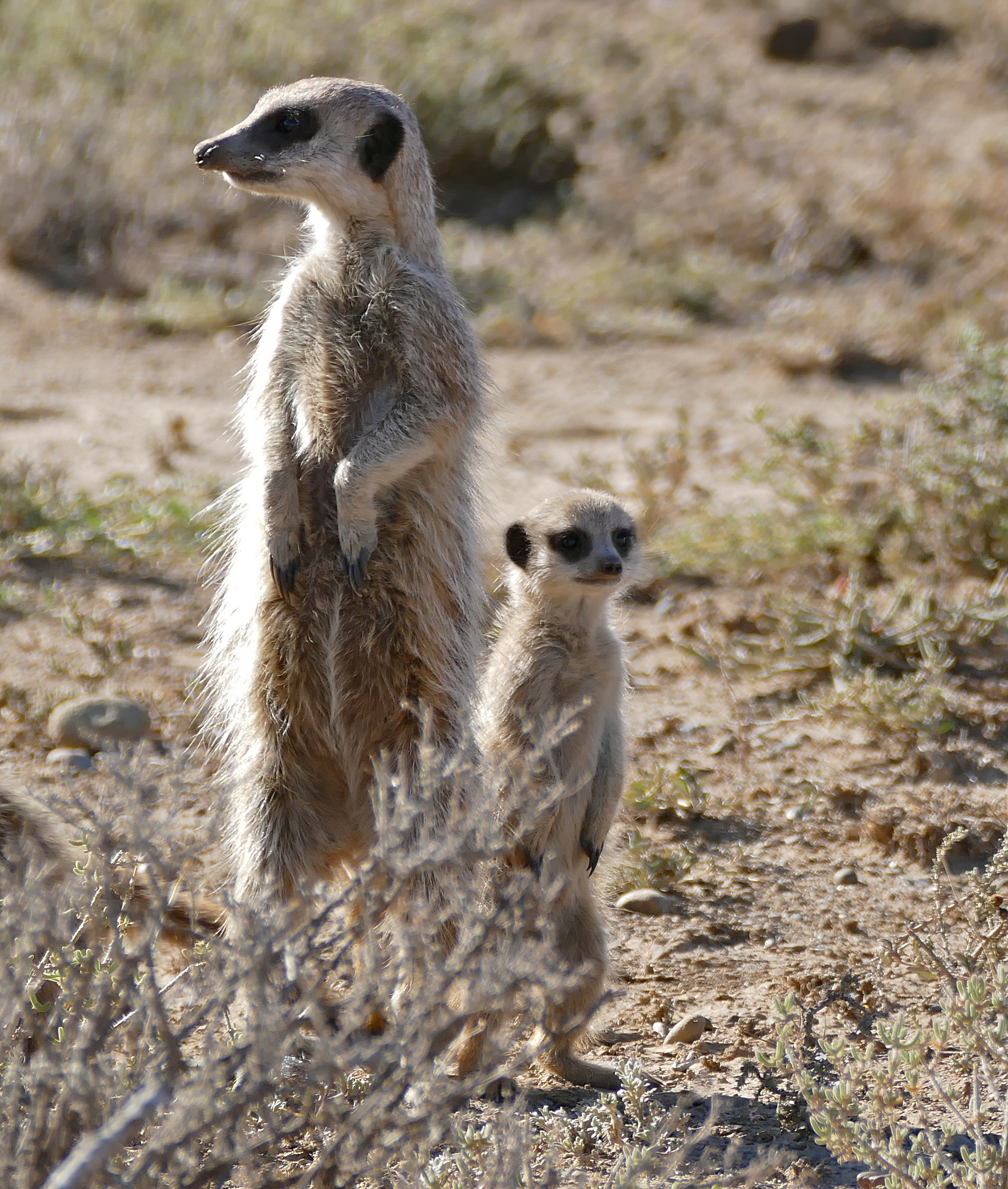
Сурикати

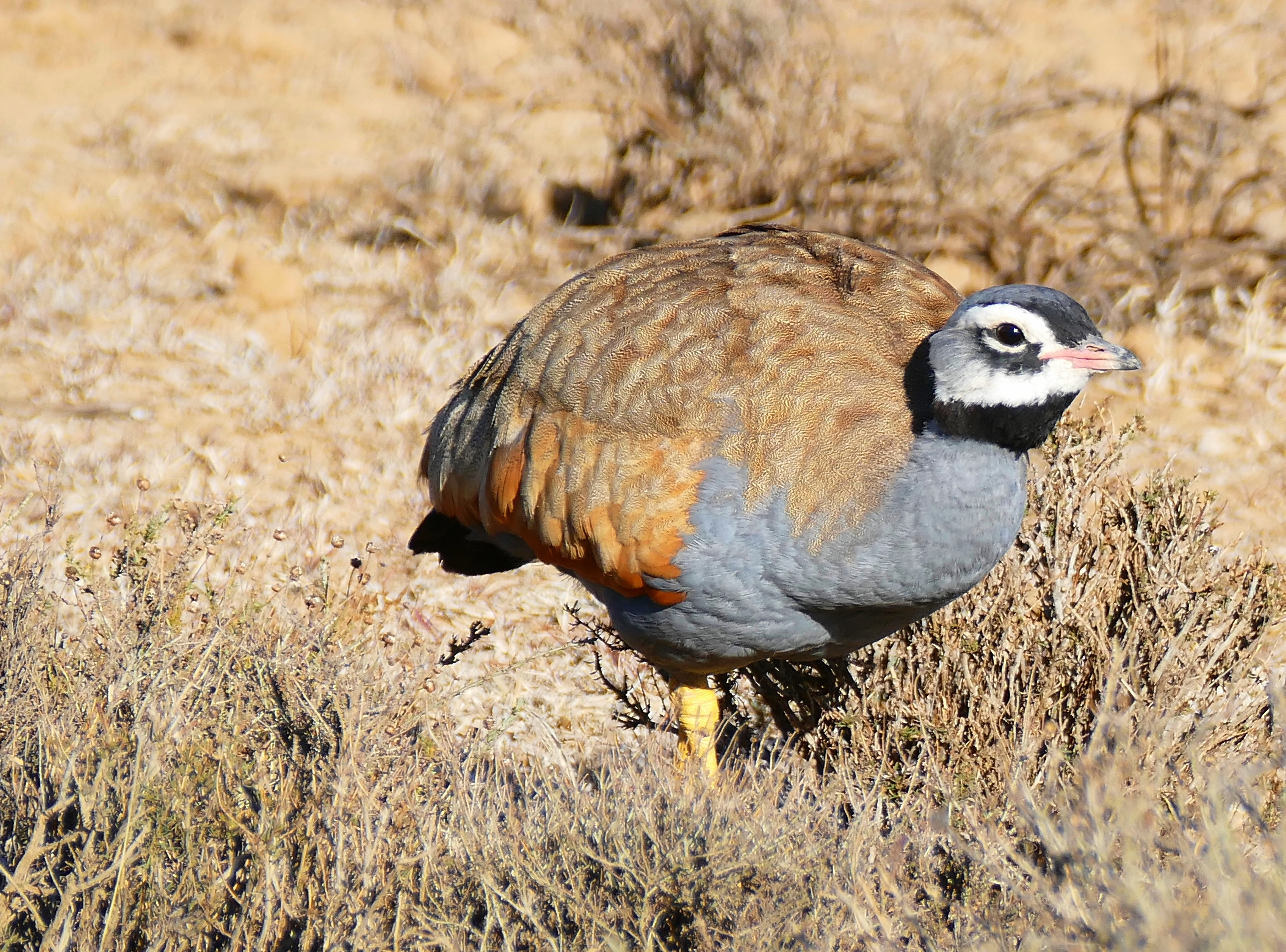
Синій корхан
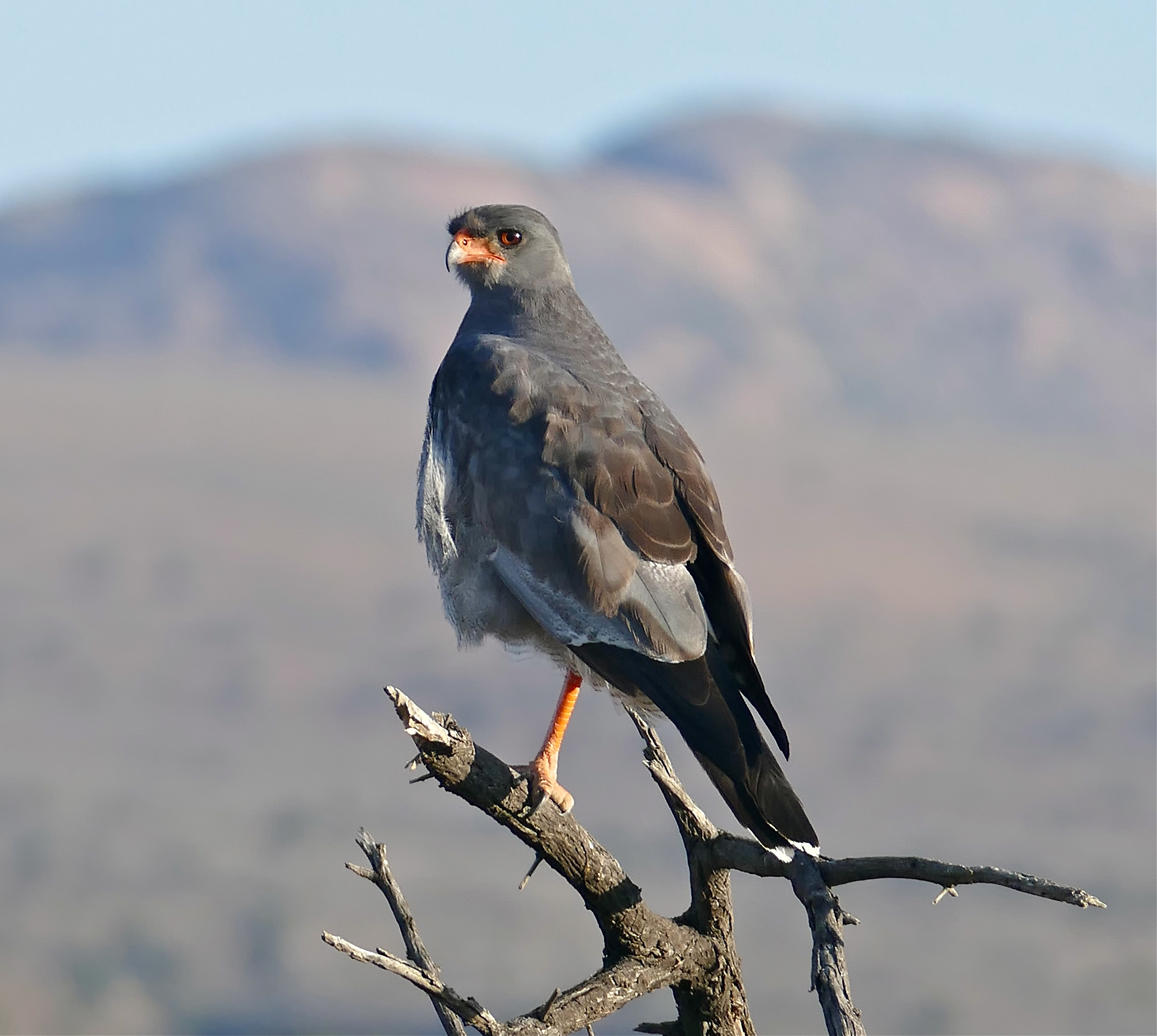
Яструб-тетеревятник
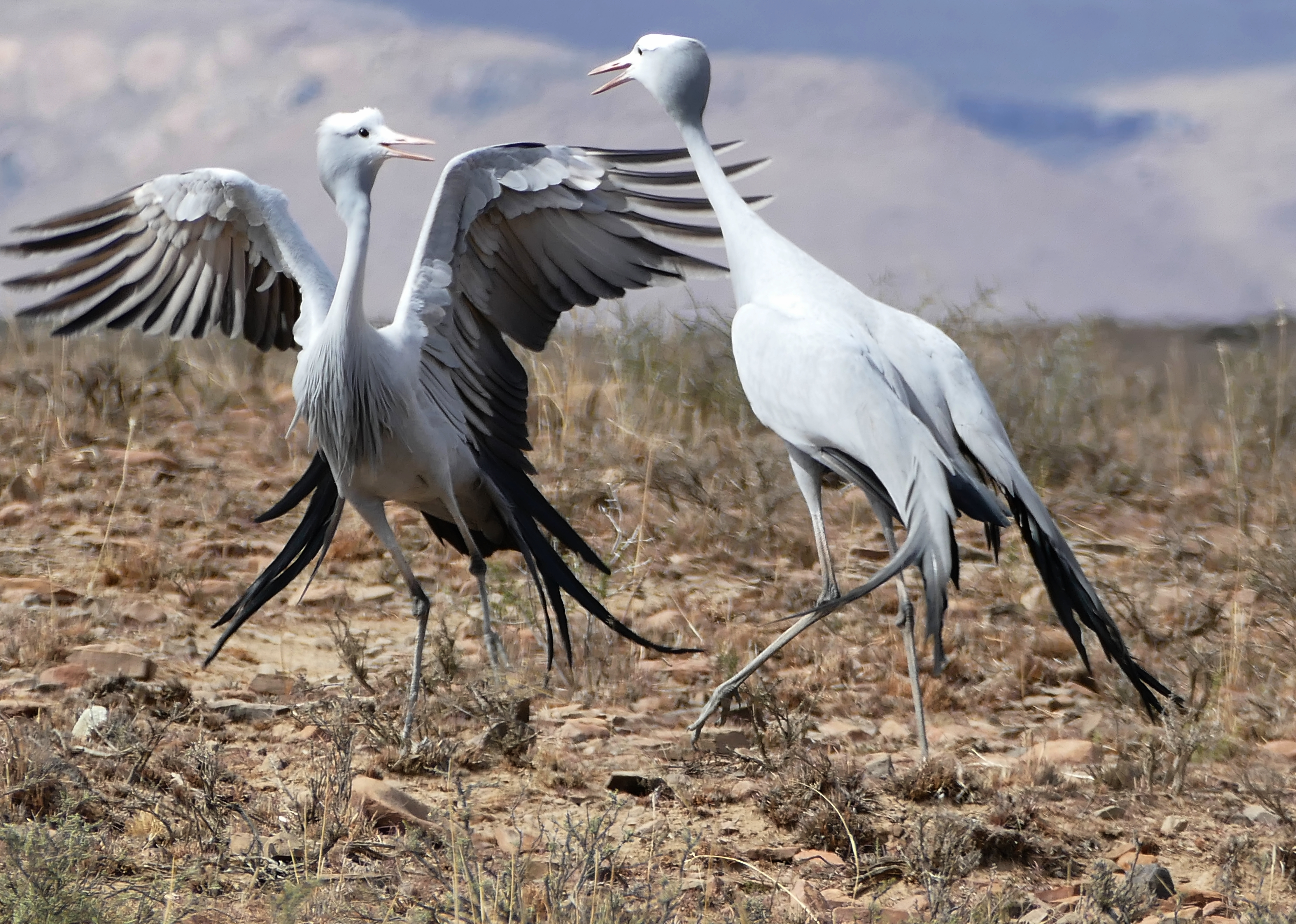
Блакитний журавель
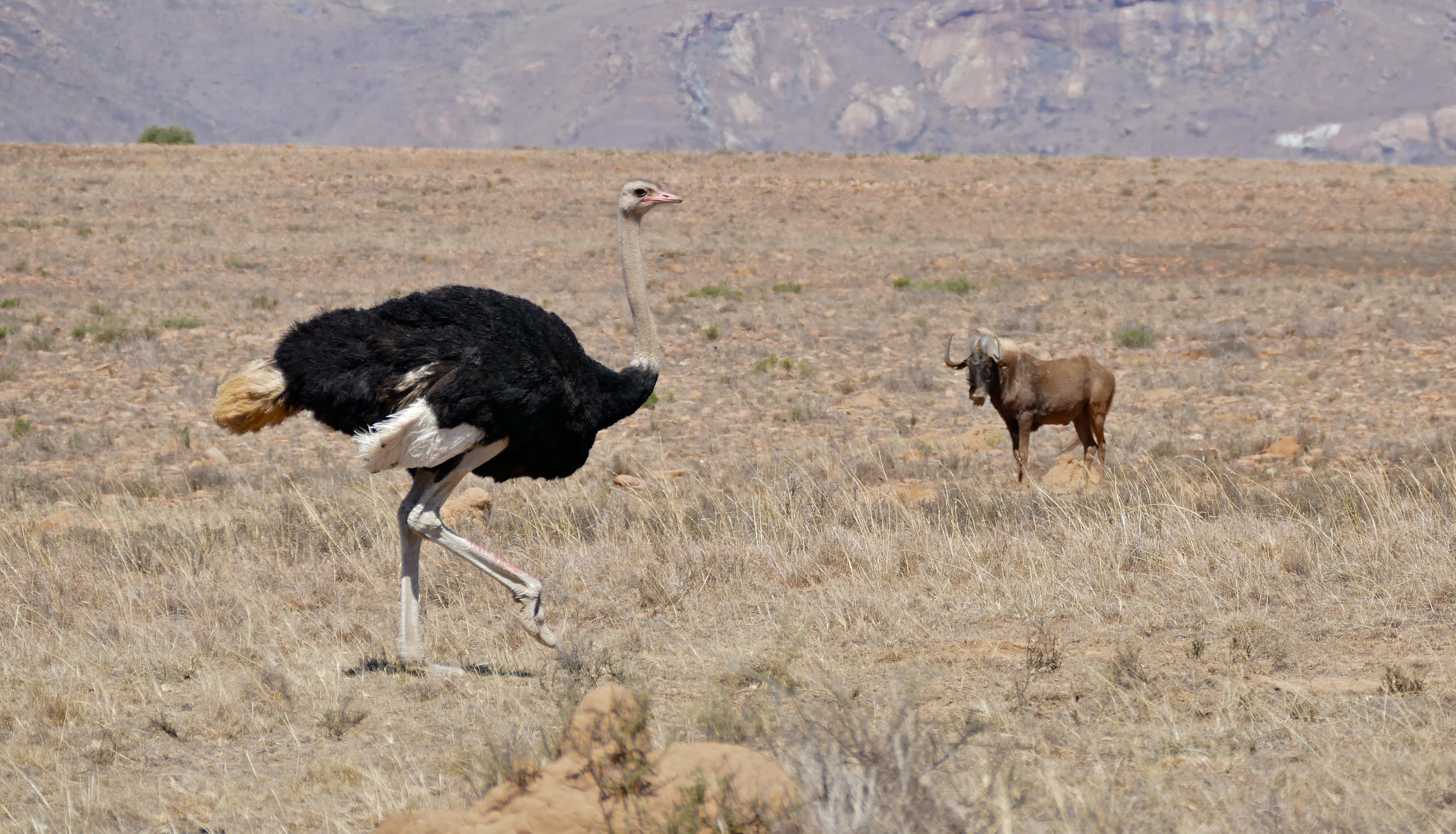
Страус
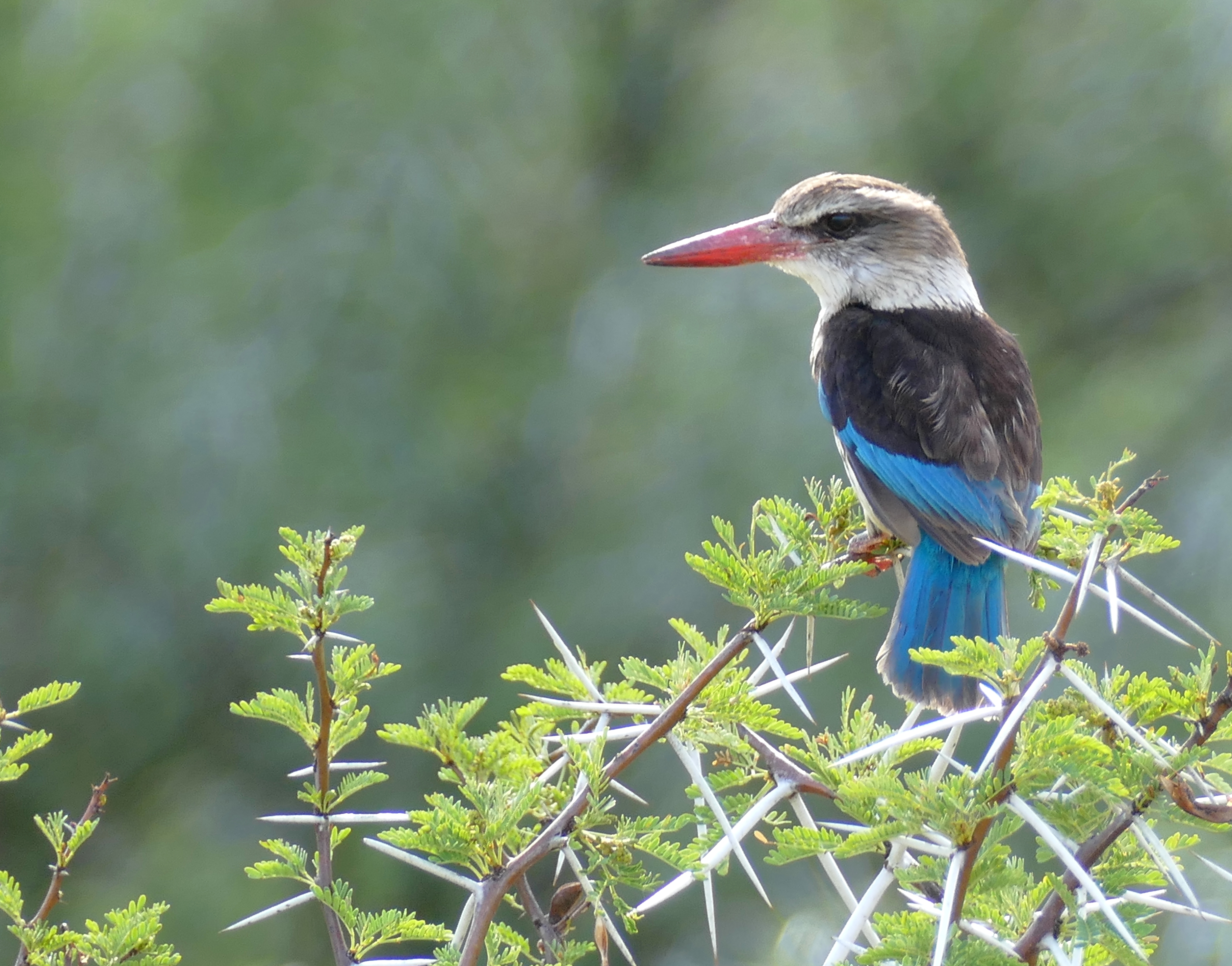
Коричневий рибалочка